# Jackie Goldberg
Jacqueline Barbara Goldberg (nacida el 18 de noviembre de 1944) es una política, activista y educadora estadounidense que se desempeñó como miembro de la Junta de Educación del Distrito Escolar Unificado de Los Ángeles para el Distrito 5 desde 2019 hasta 2024. También se desempeñó como miembro del Concejo Municipal de Los Ángeles y de la Asamblea Estatal de California.
Goldberg participó en el Movimiento por la Libertad de Expresión mientras era estudiante en la Universidad de California en Berkeley, y fue elegida por primera vez para el Consejo de Educación del Distrito Escolar Unificado de Los Ángeles en 1983. En 1993, fue elegida para el Concejo Municipal de Los Ángeles por el distrito 13, convirtiéndose en la primera candidata abiertamente lesbiana elegida para el concejo municipal. Posteriormente, Goldberg fue elegida miembro de la Asamblea Estatal de California para el distrito 45.

## Primeros años y educación
Goldberg nació el 18 de noviembre de 1944 en Los Ángeles, California. Se graduó a corta edad y asistió a la Universidad de California en Berkeley, donde se graduó con una licenciatura y fue incluida en Phi Beta Kappa. Posteriormente fue a la Universidad de Chicago, donde se graduó con una maestría.
Mientras estaba en la escuela secundaria, se involucró en el activismo. En 1964, ella participó en el Movimiento de Libertad de Expresión en Berkeley. Goldberg asumió un papel protagónico y dirigió las conversaciones iniciales con la administración de la Universidad de California para resolver pacíficamente el bloqueo de los coches policiales antes de ser reemplazado como portavoz por Mario Savio. Fue arrestada durante una manifestación no violenta, lo que posteriormente le impidió conseguir un trabajo en el Distrito Escolar Unificado de Los Ángeles. Después de graduarse de la Universidad de Chicago, se convirtió en maestra en el Distrito Escolar Unificado de Compton.

## Carrera

### Junta de Educación de LAUSD

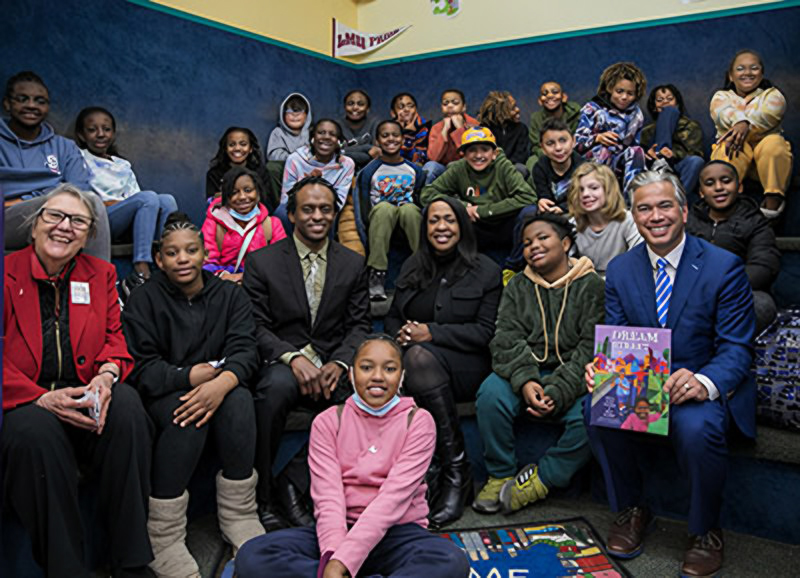
Goldberg (extremo izquierdo) en el Día de la Lectura en Estados Unidos.

En 1983, Goldberg se postuló para la Junta de Educación del Distrito Escolar Unificado de Los Ángeles (LAUSD) contra el titular del tercer distrito, Tony Trias, quien había sido designado tres años antes. Goldberg quedó por delante de Trias en las elecciones primarias. En las elecciones generales, Goldberg derrotó a Trias, y su victoria contribuyó a una mayoría liberal de cuatro personas en la junta, junto con la elección simultánea de Larry González. En las elecciones de 1987, Trias volvió a desafiar a Goldberg, pero ella lo derrotó nuevamente en las primarias.
Durante su primer mandato como presidenta, la junta implementó un calendario anual para aliviar el hacinamiento en las escuelas y estableció un programa para dar mayor autoridad a la comunidad, incluidos maestros y padres. Sin embargo, Goldberg expresó su decepción por el hecho de que muchos estudiantes de bajos ingresos, inmigrantes y pertenecientes a minorías seguían teniendo dificultades académicas. Ella enfrentó críticas por su franqueza y fue considerada poco confiable por los miembros conservadores de la junta directiva. Sus partidarios argumentaron que las críticas provenían de sus iniciativas para reformar el sistema y empoderar a los padres y maestros. Durante la huelga de docentes de 1989, Goldberg fue uno de los tres miembros de la junta inclinados a llegar a un acuerdo con el sindicato de docentes, e intentó llegar a un acuerdo antes de que ocurriera la huelga. Dos meses después, Goldberg fue elegida presidente de la junta. Posteriormente fue reelegida para el cargo el 9 de julio de 1990. En noviembre de 1990, Goldberg anunció su retiro de la junta y su intención de regresar a su carrera como profesora de escuela secundaria. Fue reemplazada por Jeff Horton.
En julio de 2018, luego de la renuncia del miembro titular de la junta del Distrito 5, Ref Rodríguez, debido a perjurio y otros cargos graves. La junta optó por programar una elección el 5 de marzo de 2019, seguida de una segunda vuelta el 14 de mayo de 2019, aunque también decidió no seguir un proceso de nombramiento. Goldberg anunció su candidatura para completar el mandato como candidata respaldada por el sindicato de docentes. Entre los diez candidatos, ella consiguió el primer puesto y pasó a una segunda vuelta contra Heather Repenning. En la segunda vuelta, Goldberg logró una victoria sobre Repenning, lo que indica un cambio significativo en la dinámica de poder de la junta hacia los miembros respaldados por el sindicato, ya que anteriormente la junta había sido mayoritariamente pro-charter.  Goldberg fue reelegida a un segundo mandato en 2020.
En sus primeros días de regreso a la junta, Goldberg cuestionó la ayuda brindada a las escuelas charter y presionó para la aprobación de una medida de financiación escolar. En julio de 2020, tras las protestas por George Floyd, Goldberg coescribió una resolución con la miembro de la junta Mónica García para reducir el presupuesto de la policía escolar en 25 millones de dólares. En enero de 2023, Goldberg fue elegida presidenta de la Junta de Educación, en reemplazo de Kelly Gonez. En su mandato  dirigió la junta en la prestación de apoyo LGBTQ+ luego de las protestas anti-LGBTQ+ en la Escuela Primaria Saticoy.
Antes de la huelga docente de tres días en 2023, Goldberg dirigió las conversaciones entre el sindicato de docentes y el distrito. Estas negociaciones fracasaron después de que los organizadores sindicales acusaron al distrito de violar la confidencialidad. Goldberg admitió esto, explicando que quería felicitar a los organizadores y no sabía que se suponía que era un secreto. Fue reelegida como presidenta de la junta el 12 de diciembre de 2023. En agosto de 2023, Goldberg anunció que se retiraría de la junta en 2024 y se alejaría de la política electoral. Fue sucedida por Karla Griego en las elecciones de 2024.

### Ayuntamiento de Los Ángeles

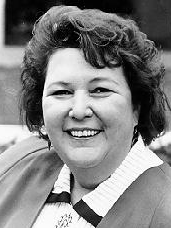
Goldberg como parte del Concejo Municipal de Los Ángeles.

En 1993, Goldberg entró en la carrera para el puesto del distrito 13 del Concejo Municipal de Los Ángeles después de que el titular Michael Woo optara por no buscar la reelección y en su lugar presentara una candidatura fallida a la alcaldía. Figuras notables de la comunidad gay, entre ellos el ejecutivo de atención médica para el SIDA Michael Weinstein y el ejecutivo de televisión Conrado Terrazas la acompañaron en la elección. Goldberg ganó la elección y se convirtió en la primera candidata abiertamente lesbiana en ganar un asiento en el Concejo Municipal.
Mientras estaba en el Concejo Municipal, Goldberg presentó una moción para extender la cobertura del seguro de salud a las parejas de hecho de los empleados de la ciudad. La decisión generó críticas por el momento oportuno, dado al déficit presupuestario de la ciudad. Sin embargo, también fue elogiada por permitir que más personas obtuvieran cobertura, y sus defensores argumentaron que los costos serían mínimos.
Goldberg lideró la revitalización del área de Hollywood después del terremoto de Northridge de 1994, en el que ella y su personal ayudaron a la Asistencia Federal para Desastres a entregar suministros. También colaboró en la formación de la Coalición del Corredor Yucca, que ayudó a renovar la zona afectada por la delincuencia y desarrolló un exitoso programa de reducción de barrios marginales que exigía responsabilidades a los propietarios. En 1995, ella y su esposa, Sharon Stricker, cofundaron una iniciativa de enriquecimiento extraescolar para estudiantes. Después de su elección a la Asamblea Estatal en 2000, Goldberg renunció a su puesto en el Concejo Municipal.

### Asamblea Estatal de California

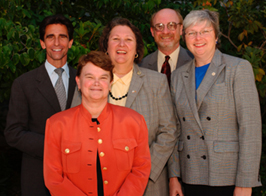
Goldberg (centro) con el Caucus Legislativo LGBT de California

En 1999, Goldberg se presentó a las elecciones de 2000 para la Asamblea Estatal de California para suceder a Antonio Villaraigosa, quien había cumplido su mandato y se postulaba para alcalde de Los Ángeles en 2001. Inicialmente enfrentándose a la competencia del activista del SIDA César Portillo y el director de servicios legales Antonio de la Rosa, este último se retiró de la carrera, dejando a Goldberg y Portillo como los candidatos restantes. En las primarias, Goldberg consiguió una victoria aplastante sobre Portillo y posteriormente procedió a ganar las elecciones generales sin oposición. Fue reelegida en 2002 y 2004 antes de concluir su mandato. Fue miembro fundador del Caucus Legislativo LGBTQ de California en junio de 2002 junto con Mark Leno, Sheila Kuehl, John Laird y Christine Kehoe.
Mientras estuvo en la Asamblea, Goldberg se desempeñó como presidenta del Comité de Educación y fue autora de varios proyectos de ley relacionados con la educación. Estos esfuerzos incluyeron una legislación para acelerar la construcción de escuelas, un proyecto de ley que dio a los maestros más voz en la selección de libros de texto y el desarrollo curricular. También escribió un proyecto de ley que eliminó algunas de las diferencias entre las uniones civiles y los matrimonios tradicionales. El proyecto de ley otorgó a las parejas del mismo sexo obligaciones financieras entre sí y hacia cualquier hijo, responsabilidad por las deudas de cada uno y la capacidad de poseer propiedades y presentar impuestos en forma conjunta. Después de terminar su mandato, fue reemplazada por el organizador laboral Kevin de León, quien derrotó a Christine Chavez, la nieta de Cesar Chavez, y a Elena Popp, la candidata apoyada por Goldberg.

## Vida personal
Goldberg es lesbiana y judía, está casada con Sharon Stricker, poeta y activista. La pareja se conoció en 1976 y se mudó a Echo Park tres años después. Se casaron el 8 de marzo de 2004 en San Francisco, durante la ceremonia de bodas entre personas del mismo sexo de la ciudad. Goldberg y Stricker tienen un hijo adoptado llamado Brian Stricker Goldberg, a quien criaron juntos.